# Klinikum Ernst von Bergmann
Das Klinikum Ernst von Bergmann ist ein kommunales Krankenhaus in der brandenburgischen Landeshauptstadt Potsdam. Es wird in der Form einer gemeinnützigen GmbH betrieben und ist, der Bettenzahl zufolge, nach dem Carl-Thiem-Klinikum Cottbus das zweitgrößte Schwerpunktkrankenhaus im Land Brandenburg. Das Krankenhaus hat etwa 1100 Betten und ist akademisches Lehrkrankenhaus der Charité und der HMU Health and Medical University.
Pro Jahr werden im Klinikum etwa 2.000 Kinder geboren, 48.000 Menschen in der Notaufnahme erstversorgt und 39.500 Patienten stationär behandelt (Angaben mit Stand Juli 2019).

## Geschichte des Klinikums
Das Krankenhaus ist aus den ehemaligen Städtischen Krankenanstalten Potsdams mit über 60 Standorten hervorgegangen. Bereits 1756 entstand auf diesem Gelände das Pestkrankenhaus der Stadt Potsdam. Das Haus wurde in seiner Außenansicht weitestgehend erhalten und dient heute noch, natürlich mit modernen, dem heutigen Standard angepassten Räumen, der Patientenversorgung. Im Jahr 1899 wurde die erste Blinddarmoperation in Potsdam, durch den damaligen Gastarzt Geheimrat Ernst von Bergmann (1836–1907), durchgeführt. Ebendieser ist der Namensgeber für das Klinikum.
Für lange Zeit wurde die Klinik mit den Fachbereichen Chirurgie und Innere Medizin geführt.
Im Jahr 1920 führte der Potsdamer Magistrat einen Architektenwettbewerb durch, um Entwürfe für Erweiterungsbauten des damaligen Krankenhauses zu erlangen.
Durch alliierte Bombenangriffe während des Zweiten Weltkrieges, vor allem beim Luftangriff auf Potsdam in der Nacht vom 14. zum 15. April 1945, wurden große Teile des Krankenhauses zerstört. Nach 1945 begannen umfangreiche Baumaßnahmen, um zerstörte Gebäude wieder aufzubauen und neue Gebäude hinzuzufügen. So entstand eine gynäkologische Klinik und eine Pathologie wurde eingerichtet.
Ende der 1960er Jahre wurde im damaligen Bezirkskrankenhaus des Bezirkes Potsdam eine Aufgliederung in über 20 Fachabteilungen vorgenommen, die im Wesentlichen der heutigen Struktur entspricht. 1983 wurde das neugebaute Bettenhochhaus in Betrieb genommen. So wurden unter anderem die  Augenklinik, die Hals-Nasen-Ohren-Abteilung, die Urologie, die Neonatologie und die Frauenklinik in den Standort integriert. Ebenso wurde die Disziplin für innere Erkrankungen in Fachabteilungen wie Nephrologie, Gastroenterologie, Endokrinologie, Hämatologie, Onkologie und Kardiologie aufgegliedert.
Als neue Disziplin wurde im Oktober 1992 die Abteilung Psychiatrie eröffnet, die im November 1996 den Neubau im Außenstandort Potsdam-Babelsberg beziehen konnte. Neben der Psychiatrie und der Tagesklinik für Psychiatrie sind dort ebenfalls die Infektionsabteilung und die Tollwutberatungsstelle aus dem aufgelösten früheren Standort Hermannswerder zu finden.
1997 wurde die Chirurgische Klinik durch die Neugliederung in „Allgemein- und Viszeralchirurgie, Unfall- und Wiederherstellende Chirurgie und Gefäß- und Thoraxchirurgie“ in ihrem Leistungsangebot wesentlich erweitert. Die Neurologie konnte als neue Abteilung im September 1997 ihren Betrieb aufnehmen.
Nach weiteren Umstrukturierungen und zwei weiteren Neubauten ist das Klinikum erweitert worden.
Das neue Funktions–OP-Zentrum wurde am 16. November 2007 in Betrieb genommen. Es sind die operative Intensivstation, die konservative Intensivstation sowie neue OPs, das Endoskopiezentrum und eine größere Notaufnahme mit Hubschrauberlandeplattform auf dem Dach eingezogen.
Am 12. Juli 2008 wurde der Neubau „Zentrum für Frauen- und Kinderheilkunde“ in Betrieb genommen. Es beherbergt die erste Kinder-Notaufnahme im Land Brandenburg. Mit dem Neubau für das Zentrum für Frauen- und Kinderheilkunde erhielt das Klinikum neue Räumlichkeiten für die Betreuung von Frauen, Säuglingen und Frühgeborenen. Neben den Kreißsälen und einer Bettenstation für Wöchnerinnen und Neugeborene entstand eine Kinderintensivstation und Neonatologie sowie eine neue Bettenstation für die Gynäkologie/Brustzentrum.
Während der weltweiten COVID-19-Pandemie steckten sich mehr als 100 der 2300 Mitarbeiter mit dem Virus an, sodass das Klinikum Ende März, Anfang April 2020 in den Blick der Medien geriet. Auch Patienten wurden in größerer Zahl angesteckt, 47 Patienten sind in der Klinik an COVID-19 verstorben, nur drei von ihnen waren ursprünglich als COVID-19-Fall eingeliefert worden. Währenddessen prüft die Staatsanwaltschaft Ermittlungen gegen drei leitende Ärzte und die Geschäftsführer der Klinik, weil sie Infizierte nicht fristgerecht an das Gesundheitsamt gemeldet haben sollen.
Im Mai 2020 setzte die Stadt Potsdam eine Expertenkommission ein, die den COVID-19-Ausbruch genauer untersuchen sollte. Um den Betrieb während der Pandemie aufrechtzuerhalten, wurde eine Neustrukturierung der Klinikbereiche in drei streng voneinander getrennte Bereiche beschlossen: in einen schwarzen Bereich mit positiv auf Corona getestete Patienten, weiß für negativ getestete Patienten und grau für Patienten mit ausstehenden Ergebnissen. Da die Klinik angeforderte Informationen zu den Ansteckungen nach mehrfacher Aufforderung nicht an die Landesregierung übermittelt hat, droht der Klinik nun ein Zwangsgeld. Nach zwei Wochen legte die Klinik am 16. April Daten vor, die jedoch als unvollständig angemahnt wurden.
Mitte Juni 2020 wurde bekannt, dass die Staatsanwaltschaft wegen des Verdachts der fahrlässigen Tötung und der fahrlässigen Körperverletzung gegen drei leitende Ärzte und die damalige Geschäftsführung ermittelt.
Zum 1. Januar 2021 wurden Hans-Ulrich Schmidt und Tim Steckel, die nach der Beurlaubung der Geschäftsführung im April 2020 zunächst interimistisch die Leitung des Klinikums übernommen hatten, als Geschäftsführer bestätigt. Am 19. Januar 2021 wurde der Abschlussbericht der Expertenkommission veröffentlicht. Im Untersuchungsbericht wurden insbesondere eine zu starke Konzentration auf ökonomische Belange, Defizite in der Führungs- und Organisationsstruktur, der fehlende Stellenwert und die unzureichende Ausstattung der Krankenhaushygiene, die gewachsene bauliche Struktur, aber auch Aufsichtsdefizite auf Seiten des Gesundheitsamte und des Aufsichtsrats kritisiert. Tim Steckel wechselte das Unternehmen am 1. Juli 2022 zum Helios Klinikum Berlin-Buch.
In einer Klausurtagung zwischen Aufsichtsrat, Geschäftsführung, Chefärzten und Pflegeleitungen wurden nach Vorlage des Abschlussberichts erste mittel- und langfristige Entwicklungs-Ziele und Strategien für das Klinikum diskutiert.

## Zentren, Kliniken und Institute
Am Klinikum Ernst von Bergmann sind folgende Kliniken auf übergeordnete Zentren aufgeteilt.
- Zentrum für Anästhesie und Intensivmedizin

- Zentrum für Chirurgie

Klinik für Allgemein- und Visceralchirurgie
Klinik für Unfall- und Wiederherstellungschirurgie, Orthopädie
Klinik für Neurochirurgie
Klinik für Plastische, Ästhetische und Rekonstruktive Mikrochirurgie, Handchirurgie
Klinik für Urologie
- Zentrum für Frauen- und Kinderheilkunde

Klinik für Gynäkologie und Geburtshilfe
Brustzentrum Regine Hildebrandt
Klinik für Kinder- und Jugendmedizin
Sozialpädiatrisches Zentrum
- Zentrum für Hämatologie, Onkologie und Strahlenheilkunde

Klinik für Hämatologie und Onkologie
Klinik für Nuklearmedizinische Diagnostik und Therapie
Klinik für Radioonkologie und Strahlentherapie, Brachytherapie
- Herz-Thorax-Gefäßzentrum

Klinik für Kardiologie, Angiologie und Konservative Intensivtherapie, Zentrale Notaufnahme
Klinik für Gefäß- und Thoraxchirurgie
Lungenzentrum
- Zentrum für Innere Medizin

Klinik für Gastroenterologie und Infektiologie
Klinik für Nephrologie und Endokrinologie
- Kopf- und Hautzentrum

Klinik für Augenheilkunde
Klinik für Dermatologie, Venerologie und Allergologie
Klinik für Hals-, Nasen- und Ohrenheilkunde
Klinik für Mund-, Kiefer- und Plastische Gesichtschirurgie
- Neurozentrum

Klinik für Neurologie
Klinik für Neurochirurgie
- Zentrum für Psychiatrie, Psychotherapie und Psychosomatik
- Zentrum für Diagnostik

Interventionelle und Diagnostische Radiologie
Pathologie
Zentrallabor
- Zentrum für Prävention

Darüber hinaus gibt es die Apotheke, eine Tumornachsorgeleitstelle und eine Zentrale Sterilgutversorgungsabteilung.

## Ausbildung/Lehre
Seit August 1992 wird die staatlich anerkannte Schule für Gesundheitsberufe durch das Klinikum Ernst von Bergmann geführt. An ihr ist die Ausbildung in Berufen der Kranken- und Kinderkrankenpflege und Medizinisch-technischen Radiologie- sowie Medizinisch-technischen Laborassistenz mit insgesamt 420 Ausbildungsplätzen im Krankenhausplan des Landes Brandenburg möglich. Ebenso ist das Klinikum ein akademisches Lehrkrankenhaus der Charité und der HMU Health and Medical University.

## Notärztliche Versorgung
Auf der Feuer- und Rettungswache Potsdam stehen zwei Notarzteinsatzfahrzeuge (NEF) zur Verfügung, ein weiteres auf der Feuer- und Rettungswache Babelsberg. Die Fahrzeuge werden direkt von Ärzten aus dem Klinikum besetzt, wobei sich ein Notarzt auf der Wache Babelsberg aufhält, die anderen beiden jedoch im Einsatzfall am Krankenhaus abgeholt werden.

## Tochtergesellschaften
Das Klinikum Ernst von Bergmann gGmbH unterhält folgende Tochtergesellschaften
- Poliklinik Ernst von Bergmann GmbH
- Senioreneinrichtung Ernst von Bergmann Care gGmbH
- Cateringgesellschaft am Klinikum Ernst von Bergmann GmbH
- Servicegesellschaft am Klinikum Ernst von Bergmann GmbH

## Beteiligungen
Im Mai 2013 übernahm die Klinikum Ernst von Bergmann Potsdam gGmbH die Mehrheit an der Klinik Ernst von Bergmann Bad Belzig, dem ehemaligen Kreiskrankenhaus von Bad Belzig. 25,1 % der Anteile hält der Landkreis Potsdam-Mittelmark.
Seit Mai 2014 ist die Klinikum Ernst von Bergmann Potsdam gGmbH Mehrheitseigentümer der Lausitz Klinik in Forst (Lausitz).